# Morne Paix Bouche River
Der Morne Paix Bouche River ist ein Fluss im Westen von Dominica im Parish Saint George.

## Geographie
Der Morne Paix Bouche River ist ein Zufluss des Providence River. Er entspringt am westlichen Hang des Morne Macaque.
Der Fluss verläuft nach Westen und mündet bei Providence Estate in den Providence River, der ebenfalls im Morne Macaque entspringt.